# Gara Bobocu
Gara Bobocu – wieś w Rumunii, w okręgu Buzău, w gminie Cochrileanca. W 2011 roku liczyła 354 mieszkańców.